# Kamaishilita
La kamaishilita és un mineral de la classe dels silicats. Rep el nom de la mina Kamaishi, al Japó, la seva localitat tipus.

## Característiques
La kamaishilita és un silicat de fórmula química Ca₂(Al₂SiO₆)(OH)₂. Cristal·litza en el sistema tetragonal.
Segons la classificació de Nickel-Strunz, la kamaishilita pertany a «09.FB - Tectosilicats sense H₂O zeolítica amb anions addicionals» juntament amb els següents minerals: afghanita, bystrita, cancrinita, cancrisilita, davyna, franzinita, giuseppettita, hidroxicancrinita, liottita, microsommita, pitiglianoïta, quadridavyna, sacrofanita, tounkita, vishnevita, marinellita, farneseïta, alloriïta, fantappieïta, cianoxalita, balliranoïta, carbobystrita, depmeierita, kircherita, bicchulita, danalita, genthelvita, haüyna, helvina, lazurita, noseana, sodalita, tsaregorodtsevita, tugtupita, marialita, meionita i silvialita.

## Formació i jaciments
Va ser descoberta a la mina Kamaishi, situada a la ciutat de Kamaishi de la Prefectura d'Iwate (Regió de Tohoku, Japó). També ha estat descrita a Cornet Hill, a la localitat de Hunedoara (Romania). Aquests dos indrets són els únics de tot el planeta on ha estat descrita aquesta espècie mineral.